# Virpazar
Virpazar (na crnogor. ćiril. Вирпазар) je naselje i mjesna zajednica u općini Bar, na obali Skadarskog jezera u Crnoj Gori.
U crnogorskoj povijesti Virpazar je imao važnu trgovinsku i prometnu ulogu, kao luka i željeznička postaja.
Talijanska tvrtka Compagnia di Antivari izgradila je do 1908. tada suvremeno i pristanište u Rijeci Crnojevića.
Kroz Virpazar sada prolazi magistrala Podgorica – Bar, kao i željeznička pruga Bijelo Polje – Bar.
Mještani su uglavnom pripadnici crnogorskog plemena Crmničana.